# Opiliaceae
Opiliaceae is een botanische naam, voor een familie van tweezaadlobbige planten. Een familie onder deze naam wordt algemeen erkend door systemen voor plantentaxonomie, en ook door het APG-systeem (1998) en het APG II-systeem (2003).
Kennelijk staat de omschrijving van de familie wel enigszins ter discussie: op de APWebsite [9 feb 2008] worden enkele genera ingevoegd die traditioneel in de familie Santalaceae geplaatst werden.
Het gaat om een niet al te grote familie van houtige planten, die voorkomen in de tropen. Sommige soorten zijn wortelparasieten, te weten halfparasieten.
In het Cronquist systeem (1981) is de plaatsing eveneens in de orde Santalales.